# 羽毛田信吾
羽毛田 信吾（はけた しんご、1942年4月5日 - ）は、日本の官僚。厚生省の事務次官、宮内庁次長を経て、2005年から2012年まで宮内庁長官を務めた。

## 人物
山口県生まれ。京都大学法学部卒業。幼少の頃は貧しく、社会的弱者への関心を持ったことから、1965年（昭和40年）に厚生省（当時）にキャリア官僚として入省した。老人保健福祉局長や保険局長などを経て、1999年（平成11年）に厚生事務次官に就任。2001年に退官した。
同2001年に宮内庁に入庁、2005年に宮内庁長官に就任。宮内庁長官就任後は、内閣総理大臣（当時）小泉純一郎と同じく、女性天皇・女系天皇を容認する皇室典範に関する有識者会議の結論を支持し、寬仁親王が結論を批判した際には、発言の自粛を求めた。
2009年（平成21年）9月10日、民主党などによる連立内閣発足に際しては、「皇位継承の問題があることを（新内閣に）伝え、対処していただく必要があると申し上げたい」と述べ、皇位継承の対象を男系の男子皇族に限定している皇室典範改正への取り組みを要請する考えを示した。
2011年（平成23年）2月10日の記者会見では、同年4月に行われる英国ウィリアム王子の結婚式へ出席する皇族を皇太子徳仁親王と同妃雅子とすることについて、天皇明仁・皇后美智子が別の行事により出席できないことを挙げ、順序として問題がない旨を述べている。

### 特例会見問題
2009年（平成21年）12月12日、天皇明仁による中国国家副主席の習近平への引見が特例扱いとして突然決まり、当初体調不良を理由に断ったものの政府の要請で会見が決まった。
天皇特例会見について記者会見し「陛下に心苦しい思いでお願いした。二度とこういうことがあってはならない」と苦言を述べ、陛下の政治的利用につながるという懸念を持っているか？という記者からの質問に対し、「大きく言えばそういうことだ」と批判した。
一方、民主党幹事長小沢一郎はこの発言について同14日に記者会見を開き「政府の一役人ごときが日本国憲法の精神、理念を理解していない、羽毛田長官は辞表を出して言うべきだ。また天皇のお体が優れないのであれば他の行事を休ませるべきだ」と述べた、内閣総理大臣（当時）鳩山由紀夫も同調し羽毛田の発言に不快感を示した。
宮内庁によれば、羽毛田の発言について同庁に1千件の電話やメールが届き、多数が羽毛田の発言を支持するものであったという。一方、民主党に対しては批判が殺到した。
天皇は同15日に習と面会した。

## 略歴
- 1961年 - 山口県立萩高等学校卒業
- 1964年9月24日 - 国家公務員採用上級甲種試験（区分：法律）合格
- 1965年 - 京都大学法学部卒業、厚生省入省。大臣官房人事課[11]。同期入省に山口剛彦、田中健次（環境事務次官、厚生省薬務局長）など。
- 1965年 - 厚生省社会局保護課
- 1970年 - 厚生省医務局総務課企画法令係長[12]
- 1972年 - 厚生省医務局医事課長補佐（法令）[13]
- 1973年 - 大蔵省理財局国庫課長補佐（国資二・三）[14]
- 1975年 - 北海道企業局経営管理課長
- 1976年7月31日 - 北海道水産部水産経済課長
- 1979年 - 環境庁長官官房総務課長補佐
- 1979年 - 環境庁長官秘書官（事務担当）
- 1980年7月21日 - 内閣官房内閣参事官室内閣参事官
- 1983年9月10日 - 厚生省医務局管理課長
- 1984年7月1日 - 厚生省保健医療局管理課長
- 1985年8月27日 - 厚生省保健医療局老人保健部計画課長
- 1986年6月13日 - 厚生省保健医療局企画課長
- 1987年9月25日 - 厚生省保険局企画課長
- 1988年6月7日 - 厚生省大臣官房総務課長
- 1990年6月29日 - 厚生省大臣官房審議官（内閣官房内閣内政審議室内閣審議官併任）
- 1992年1月28日 - 内閣官房内閣参事官室首席内閣参事官（内閣総理大臣官房総務課長併任）
- 1995年7月7日 - 厚生省老人保健福祉局長
- 1998年7月7日 - 厚生省保険局長
- 1999年8月31日 - 厚生事務次官
- 2001年
  - 1月5日 - 退官
  - 4月2日 - 宮内庁次長
- 2005年4月1日 - 宮内庁長官
- 2012年
  - 6月1日 - 依願退官
  - 6月7日 - 宮内庁参与（-2012年12月17日）
- 2013年 - 昭和館館長

## 著作
- 『随筆集　言うて詮なきことの記』 国書刊行会、2020年1月

## 論文
- 国立情報学研究所収録論文 国立情報学研究所

## 参考文書
- 『産経新聞』 2005年4月1日
- 『読売新聞』 朝刊 2005年11月11日
- 『読売新聞』 朝刊 2006年9月13日